# Stumpebo damm
Stumpebo damm är en sjö i Vimmerby kommun i Småland och ingår i Botorpsströmmens huvudavrinningsområde.